# Gunung Alam (Arga Makmur)
Gunung Alam is een bestuurslaag in het regentschap Bengkulu Utara van de provincie Bengkulu, Indonesië. Gunung Alam telt 4178 inwoners (volkstelling 2010).